# Olpium tenue
Olpium tenue es una especie de arácnido del orden Pseudoscorpionida de la familia Olpiidae.

## Distribución geográfica
Se encuentra en Chad y Sudán.